# TikiWiki
TikiWiki CMS/Groupware — открытое программное обеспечение, ранее известное как TikiWiki, представляющее собой систему управления контентом (CMS), Систему управления геопространственным контентом (англ. Geospatial Content Management System) (Geospatial Content Management System / GeoCMS) и Groupware веб-приложение, которое можно использовать для создания и управления веб-сайтами и порталами, интранетом и экстранетом.
TikiWiki может использоваться как structured wiki, система отслеживания ошибок, collaboration platform, база знаний, блог или как веб-форум.
TikiWiki является настраиваемым модульным многофункциональным пакетом, каждый компонент которого может быть включен/выключен и настроен администратором TikiWiki. Также TikiWiki позволяет пользователям настраивать внешний вид с помощью тем оформления.
Проект хостится на SourceForge, и стал «Проектом месяца» в июле 2003.